# Kronologija Domovinskog rata: studeni 1991.

### 1. studenoga
- Na naslovnici Pravoslavlja od 1. studenoga 1991. je objavljeno pamflet-pismo patrijarha Pavla lordu Caringtonu, predsjedniku Međunarodne mirovne konferencije o Jugoslaviji iz Haaga, prepuno velikosrpskih podvala.[1]

### 4. studenoga
- Dubrovnik pod neprestanom vatrom sa šest ratnih brodova stacioniranih u dubrovačkoj luci i s okolnih brda.[1]
- Prilikom obilaska vukovarskog bojišta poginuo general JNA Mladen Bratić.[1]
- Na sastanku Ministarskog vijeća EZ-a nije donesena odluka o uvođenju sankcija protiv Srbije, ali je odlučeno da će se o tome raspravljati na sljedećoj sjednici koja će se održati u Rimu kao dio sastanka NATO-a.[1]

### 6. studenoga
- Zapovjednik obrane za istočnu Slavoniju izjavio kako JNA priprema nove napade na to područje premještajući nove snage u sjeveroistočnu Bosnu i Srbiju.[1]
- Hrvatske i jugoslavenske vlasti potpisale dogovor o razmjeni zarobljenika na principu svi za sve.[1]
- Njemački kancelar Helmut Kohl govorio o što hitnijem priznanju neovisnosti Hrvatske i ostalih republika koje žele isto, te o potrebi uvođenja sankcija protiv Srbije.[1]
- Hrvatski ministar vanjskih poslova dr. Zvonimir Šeparović poslao pismo sovjetskom ministru u kojem od Moskve traži da ne prizna legalnost srpskog bloka u jugoslavenskom Predsjedništvu slanjem novog ambasadora u Beograd.[1]

### 7. studenoga
- Tijekom napada na Dubrovnik, JNA ispalila oko 3.000 granata različitog kalibra.[1]

### 8. studenoga
- Hrvatski Sabor prihvatio izvještaje Ministarstva obrane, Ministarstva unutarnjih poslova te predsjedničke ukaze i zaključke, donesene u Haagu.[1]
- Komandanti JRV upozorili na opasnost od eksplozija raketa i bojnih otrova.[1]
- Hrvatska i makedonska vlada postigle dogovor o oslobađanju Makedonaca, zarobljenih u Hrvatskoj, koji su služili u JNA.[1]
- Na sastanku u Rimu, Ministarsko vijeće EZ-a izglasalo uvođenje sankcija protiv Srbije.[1]
- Papa i američki predsjednik, na sastanku u Rimu, među ostalim, razgovarali o agresiji na Hrvatsku.[1]

### 9. studenoga
- Hrvatski Sabor završio sjednicu složivši se s djelovanjem delegacije hrvatske Vlade na Mirovnoj konferenciji u Haagu.[1]
- Hrvatska Vlada produžila rok za povlačenje JNA s hrvatskog teritorija do Božića.[1]
- U Zagrebu razmijenjeno 332 hrvatska zatvorenika za 457 vojnika JNA i srpskih terorista.[1]
- Potpisan sporazum o povlačenju svih jedinica JNA iz Rijeke.[1]
- Jedan dječak ubijen, a dvojica ranjena prilikom eksplozije mine na ulazu u riječku kasarnu JNA.[1]

### 10. studenoga
- Četvorica pripadnika Hrvatske vojske, specijaliziranih za razminiravanje, poginula prilikom otkrivanja mina koje je za sobom ostavila JNA na pulskom aerodromu.[1]
- Francuski predsjednik Mitterrand izjavio kako se on zalaže za uspostavljanje sigurnosne zone između Hrvatske i Srbije, ali i ostalih područja gdje se vode borbe, barem dok se djeca i hendikepirani ne evakuiraju iz takvih područja.[1]
- Zahtjev za dolazak mirovnih snaga UN-a preko neidentificiranih kanala stigao iz Beograda.[1]

### 11. studenoga
- Veliki protesti u Vojvodini i Bosni i Hercegovini protiv opće mobilizacije JNA. Vlada Bosne i Hercegovine proglasila mobilizaciju nelegalnom.[2]
- EFTA i zemlje G-24 odlučile obustaviti pomoć i prekinuti ekonomske odnose s Jugoslavijom, ugledavši se na EZ koja je proglasila uvođenje sankcija protiv Jugoslavije.[2]

### 12. studenoga
- Predsjednik kolektivnog jugoslavenskog Predsjedništva Stipe Mesić službeno zatražio od UN-a da pošalju mirovne snage koje bi se razmjestile duž hrvatske granice.[2]
- Nedaleko od splitske luke, koja se nalazi pod pomorskom blokadom, potopljen mali talijanski brod Euro River'.[2]
- Danas u podne trebali bi prestati artiljerijski napadi na Dubrovnik. Dubrovačka su predgrađa spaljena, a gradska jezgra nalazi se pod kišom granata i raketa.[2]
- Osijek se još uvijek nalazi pod granatama JNA i srpskih terorista. Do sada je u bolnicu dovezeno 2.600 ranjenih, a njih 370 je umrlo od posljedica ranjavanja.[2]
- Specijalni izaslanik UN-a Cyrus Vance zatražio da se zahtjev jugoslavenskog Predsjedništva za slanjem mirovnih snaga UN-a proglasi nelegalnim.[2]
- Lord Carrington objavio kako je priznanje Hrvatske i Slovenije neizbježno, ali da se napadi na Dubrovnik mogu spriječiti jedino `vojnom silom.[2]
- Japan podržao sankcije protiv Jugoslavije.[2]

### 13. studenoga
- Četrdeset i dvojica dobitnika Nobelove nagrade potpisali apel protiv agresije na Hrvatsku.[2]
- Posljednje vozilo tenkovske brigade JNA napustilo kasarnu Jastrebarsko pokraj Zagreba, koja je otišla za Bosnu i Hercegovinu.[2]
- Nekoliko minobacačkih granata palo na južni dio gradske jezgre Dubrovnika. U 17 hrvatskih gradova označena opća opasnost.[2]
- Opća mobilizacija proglašena u hrvatskim gradovima Karlovac, Duga Resa, te u Slunju, koji se već četiri mjeseca nalazi pod neprestanim napadima JNA i srpskih terorista.[2]

### 14. studenoga
- Lord Carrington i general Kadijević postigli dogovor o primirju pod uvjetom da se deblokiraju kasarne JNA u Hrvatskoj.[2]
- Sisak ponovno pod artiljerijskom vatrom. Ostaci rafinerije i benzinskih tankova ponovo gore.[2]
- Regionalne vlasti i predstavnici JNA se složili da će do 10. prosinca JNA napustiti Šibenik.[2]
- Predsjednik Bosne i Hercegovine Alija Izetbegović zahtijeva od lorda Carringtona da pošalje mirovne snage UN-a u Bosnu i Hercegovinu. Hrvatska se Vlada suglasila s uvjetima primirja potpisanog između generala Kadijevića i lorda Carringtona.[2]

### 21. studenoga
- Srušen je Maslenički most.[3]

### 22. studenoga
- Srpski teroristi odvojili novinara Vukovarskog radija Sinišu Glavaševića od ostalih zarobljenika, te ga odveli u nepoznatom pravcu.[3]
- Hrvatski liječnici poslali apel generalu Kadijeviću za oslobađanje dr. Vesne Bosanac, ravnateljice vukovarske bolnice i njenih kolega.[3]
- Hrvatski predsjednik Tuđman poslao pismo na 27 adresa, među kojima i američkom predsjedniku Bushu, apelirajući na zaustavljanje rata protiv Hrvatske.[3]
- Nastavlja se žestoko raketiranje Zadra, Osijeka i Karlovca.[3]
- U glavnom gradu Bosne i Hercegovine Sarajevu uhvaćena tri velika kamiona s raketama za JNA, označena naljepnicama banane i ananas.[3]

### 23. studenoga
- Na hitan zahtjev Cyrusa Vancea, hrvatski i srpski predsjednik te general Kadijević susreli se u, Ženevi kako bi raspravili o uvjetima konačnog primirja i rješenju krize u zemlji.[3]
- Unatoč potpisanom primirju i deblokadi luka, nastavljaju se borbe u Dalmaciji. Zadar se nalazi pod neprestanim napadima, a kolone autobusa prevoze bolesne i starce u Rijeku.[3]
- Postaje sve očitije da su srpski teroristi i JNA započeli ofenzivu na Osijek, međutim zaustavile su ih postrojbe hrvatske obrane.[3]

### 24. studenoga
- Poruka hrvatskog predsjednika Tuđmana odjeknula diljem Hrvatske i svijeta.[3]
- Osijek, Vinkovci i okolna područja pod artiljerijskom i pješačkom vatrom.[3]
- Napadi JNA i srpskih terorista nastavljaju se na šibenskom i zadarskom području, unatoč potpisanom primirju i povlačenju jedinica JNA iz Dalmacije.[3]
- Srpske i crnogorske vlasti te JNA pokušali stvoriti povoljniju međunarodnu političku klimu promovirajući Dubrovnik kao zasebnu republiku izvan sastava Hrvatske.[3]

### 25. studenoga
- Na sastanku hrvatske Vlade, koju je sazvao i vodio predsjednik Tuđman, razmatrana sadašnja politička i vojna situacija u Hrvatskoj. JNA, pod nadzorom promatrača EZ-a, započela povlačenje iz Šibenika, odnoseći sa sobom oružje i opremu.[3]
- U drugoj razmjeni zarobljenika, kanadski businessman hrvatskog porijekla Anton Kikaš razmijenjen za srpskog generala Milana Aksentijevića i ostale ratne zločince.[3]
- Na neformalnoj sjednici Vijeća sigurnosti UN-a dogovoreno da će mirovne snage UN-a biti razmještene na kriznim područjima.[3]

### 26. studenoga
- JNA započela povlačenje iz najveće zagrebačke kasarne Maršal Tito, a također bi trebalo biti započeto povlačenje iz obližnje raketne baze.[3]
- Šesnaestorica. novinara su ubijeni, 27 ranjeno, a petorica su nestala od početka izbijanja rata u Hrvatskoj.[3]
- Jugoslavenski ambasador pri UN-u poslao pismo u kojem zahtijeva slanje mirovnih snaga UN-a na teritorij bivše Jugoslavije.[3]
- Predsjednik Hrvatskog olimpijskog komiteta primio potvrdu od Međunarodnog olimpijskog komiteta i Juan Antonia Samarancha da će Hrvatska sudjelovati na Olimpijskim igrama u Barceloni 1992.[3]

### 27. studenoga
- Vijeće sigurnosti UN usvojilo Rezoluciju br. 721, kojom se otvara mogućnost upućivanja mirovnih snaga UN na prostor bivše Jugoslavije.[3]
- Sovjetski predsjednik Gorbačov optužuje Zapad za rat protiv Hrvatske, jer ne bi bilo rata da neke zapadne zemlje nisu podržavale duh separatizma u Jugoslaviji.[3]
- Napadi na Vinkovce, Osijek i Novu Gradišku pojačavaju se unatoč primirju.[3]

### 28. studenoga
- Predsjednik Tuđman prihvatio odluku o dolasku mirovnih snaga UN-a. Njihova je uloga osiguranje ustavnog poretka u kriznim područjima tijekom povlačenja JNA iz Hrvatske.[3]
- Od danas u Dubrovniku vijore i plave zastave UN.[3]
- Glavni trg u francuskom gradu Nici preimenovan u Trg Vukovarskih mučenika.[3]
- Hrvatska i Slovenija, dvije bivše jugoslavenske republike, odlučile od 10: prosinca uspostaviti diplomatske veze.[3]
- Nastavljaju se jaki napadi na Podravsku Slatinu i Daruvar.[3]
- Novopridošli rezervisti JNA, srpski dobrovoljci i teroristi spalili hrvatska sela oko Drniša.[3]

### 29. studenoga
- Zagrebački javni tužitelj naredio istragu protiv Mile Dedakovíća, bivšeg zapovjednika obrane Vukovara, zbog sumnje da je pronevjerio novce namijenjene Zboru narodne garde.[3]
- Beogradske vlasti protiv sudjelovanja onih zemalja u mirovnim snagama UN-a koje su se u II. svjetskom ratu borile protiv Jugoslavije.[3]
- Italija i Njemačka se dogovorile o priznanju Slovenije i Hrvatske najkasnije do 18. prosinca.[3]

### 30. studenoga
- Ni u svom četvrtom pokušaju, Međunarodni Crveni križ nije uspio posjetiti srpski logor gdje se nalaze zatočeni Hrvati.[3]